# Danila Prutsev
Danila Igorevich Prutsev (tiếng Nga: Данила Игоревич Пруцев; sinh ngày 25 tháng 3 năm 2000) là một cầu thủ bóng đá người Nga thi đấu cho FC Chertanovo Moskva.

## Sự nghiệp câu lạc bộ
Anh có màn ra mắt tại Giải bóng đá chuyên nghiệp quốc gia Nga cho FC Chertanovo Moskva vào ngày 3 tháng 8 năm 2017 trong trận đấu với F.K. Dynamo-2 Sankt Peterburg.